# شهرستان دشتستان
شهرستان دشتستان بزرگترین شهرستان‌ استان بوشهر است که مرکز آن شهر برازجان  می‌باشد. 

## جمعیت و وسعت
طبق آخرین سرشماری در سال ۱۳۹۵ جمعیت شهرستان دشتستان ۲۵۲٬۰۴۷ نفر می‌باشد.
مساحت این شهرستان ۶،۳۲۷ کیلومتر مربع است.

## موقعیت
شهرستان دشتستان در شرق استان بوشهر از جنوب به شهرستان دشتی، از مغرب به شهرستان بوشهر و تنگستان از شمال غرب به شهرستان گناوه و از مشرق و شمال شرق به استان فارس منتهی می‌شود.
خرما مهم‌ترین محصول کشاورزی این منطقه بوده و نقش مهمی در اقتصاد این شهرستان و استان و کشور دارد.

## تاریخچه
شهرستان دشتستان از قدیمی‌ترین شهرستان‌های ایران می‌باشد. دشتستان از قدیمی‌ترین مناطق ایران است که جغرافی دانان از آن به نام دستقان یاد کرده‌اند و آن را جز نواحی گرمسیرات فارس ذکر کرده‌اند. اصطخری آن را از نواحی اردشیر خوره که یکی از کوره‌های پنجگانه فارس قدیم بوده محسوب داشته‌است.
مؤلف فارسنامه ناصری دشتستان [بزرگ] را به چهارده ناحیه تقسیم کرده و از آن‌ها اینگونه یاد می‌کند:
«انگالی - برازجان - اهرم - بوشهر - تنگستان - حیات داوود - خورموج - دالکی - رودحله - زنگنه - زیرراه - شبانکاره - گناوه - مضافات بوشهر.»

## بناهای تاریخی شهرستان دشتستان
از آثار تاریخی شهرستان دشتستان می‌توان به کاخ زمستانی کورش در شهر برازجان - شهر تاریخی توز یا توج - تل مر - تل خندق در دشت دهرود سفلی در بخش ارم - گور دختر - کوشک اردشیر ساسانی معروف به اردشیر بابکان در روستای پشت پر (بز پر) واقع در بخش تنگ ارم - بنای موسوم به زندان سلیمان واقع در روستای پشت پر در بخش تنک ارم - آتشکده (در نزدیکی تل خندق) - کاروانسرای مشیرالملک (در شهر برازجان) و … که تمامی این آثار در دشتستان و اطراف برازجان قرار دارند اشاره کرد.

## تقسیمات کشوری
شهرستان دشتستان دارای ۶ بخش ،۱۲ دهستان و ۹ شهر به شرح زیر است:

### شهرستان دشتستان
| نام بخش  | مرکز بخش | جمعیت بخش ۱۳۹۵ | نام دهستان       | مرکز دهستان     | جمعیت دهستان ۱۳۹۵ | شهر            | جمعیت شهر ۱۳۹۵        |
| -------- | -------- | -------------- | ---------------- | --------------- | ----------------- | -------------- | --------------------- |
| مرکزی    | برازجان  | ۱۴۵،۴۶۰ نفر    | دالکی            | دالکی           | ۱۲،۲۰۸ نفر        | برازجان دالکی  | ۱۱۰،۵۶۷ نفر ۶،۴۳۶ نفر |
| مرکزی    | برازجان  | ۱۴۵،۴۶۰ نفر    | حومه             | سرکره           | ۹،۶۰۳ نفر         | برازجان دالکی  | ۱۱۰،۵۶۷ نفر ۶،۴۳۶ نفر |
| مرکزی    | برازجان  | ۱۴۵،۴۶۰ نفر    | زیارت            | زیارت           | ۶،۶۴۶ نفر         | برازجان دالکی  | ۱۱۰،۵۶۷ نفر ۶،۴۳۶ نفر |
| سعدآباد  | سعدآباد  | ۳۳،۵۱۳ نفر     | زیرراه           | نظرآقا          | ۱۲،۳۱۹ نفر        | وحدتیه سعدآباد | ۱۱،۲۲۲ نفر ۸،۲۴۸ نفر  |
| سعدآباد  | سعدآباد  | ۳۳،۵۱۳ نفر     | وحدتیه           | وحدتیه          | ۱،۷۲۴ نفر         | وحدتیه سعدآباد | ۱۱،۲۲۲ نفر ۸،۲۴۸ نفر  |
| آب‌پخش    | آب‌پخش    | ۲۳،۱۳۲ نفر     | درواهی           | آب‌پخش           | ۳،۲۱۱ نفر         | آب‌پخش          | ۱۸،۹۱۳ نفر            |
| آب‌پخش    | آب‌پخش    | ۲۳،۱۳۲ نفر     | دشتی اسماعیل‌خانی | دشتی‌اسماعیل‌خانی | ۱،۰۰۸ نفر         | آب‌پخش          | ۱۸،۹۱۳ نفر            |
| شبانکاره | شبانکاره | ۲۲،۳۴۸ نفر     | شبانکاره         | شبانکاره        | ۱۴،۴۴۸ نفر        | شبانکاره       | ۷،۹۰۰ نفر             |
| ارم      | تنگ ارم  | ۱۳،۶۶۰ نفر     | دهرود            | دهرود سفلی      | ۵،۳۷۲ نفر         | تنگ ارم        | ۳،۲۴۲ نفر             |
| ارم      | تنگ ارم  | ۱۳،۶۶۰ نفر     | ارم              | تنگ ارم         | ۵،۰۴۶ نفر         | تنگ ارم        | ۳،۲۴۲ نفر             |
| بوشکان   | کلمه     | ۱۲،۹۴۳ نفر     | پشتکوه           | کلمه            | ۵،۹۱۱ نفر         | کلمه بوشکان    | ۲،۴۶۳ نفر ۲،۱۳۵ نفر   |
| بوشکان   | کلمه     | ۱۲،۹۴۳ نفر     | بوشکان           | بوشکان          | ۲،۴۳۴ نفر         | کلمه بوشکان    | ۲،۴۶۳ نفر ۲،۱۳۵ نفر   |

### تغییرات تقسیمات کشوری
بر اساس مصوبه دولت (۱۸ مرداد ماه ۱۳۸۸)، دهستان دشتی اسماعیل‌خانی به مرکزیت روستای دشتی اسماعیل خانی از توابع استان بوشهر از ترکیب روستاها، مزارع و مکانهای بصری، چم تنگ، تأسیسات گاز، بنارسلیمانی، بنه محمدعبداله خمیسی، پمپاژ چم تنگ ـ مکابری ـ قلعه سوخته ـ کره بند ـ زردکی سفلی ـ احشام شمالی احشام شیخی ـ هفت جوش ـ سه کنار ـ دره دون در تابعیت بخش آبپخش شهرستان دشتستان ایجاد و تأسیس می‌شود. بر این اساس، بخش آبپخش به مرکزیت شهر آبپخش مشتمل بر دهستان‌های درواهی و دشتی اسماعیل‌خانی در تابعیت شهرستان دشتستان ایجاد و تأسیس می‌شود.

## نمایندگان مجلس شورای اسلامی و شخصیتهای مشهور
نمایندگان مجلس شورای اسلامی :
- مجلس اول: سید محمدمهدی جعفری
- مجلس دوم: شیخ عباس رحیمی
- مجلس سوم: خدانظر قاسمی
- مجلس چهارم: غلامرضا رازقی
- مجلس پنجم:خدانظر قاسمی
- مجلس ششم: حمیده عدالت
- مجلس هفتم: عبدالمجید شجاع
- مجلس هشتم: ایوب پاپری مقدم فرد
- مجلس نهم: سید مهدی موسوی نژاد
- مجلس دهم: محمدباقر سعادت
- مجلس یازدهم: ابراهیم رضایی

افراد تاریخی :
غضنفرالسلطنه برازجانی

ورزشکاران :
محمد دانشگر